# Bila, Cemerivți
Bila (în ucraineană Біла) este o comună în raionul Cemerivți, regiunea Hmelnîțkîi, Ucraina, formată numai din satul de reședință.

## Demografie
Componența lingvistică a comunei Bila
     Ucraineană (99,33%)
     Alte limbi (0,6%)
Conform recensământului din 2001, majoritatea populației comunei Bila era vorbitoare de ucraineană (99,33%), existând în minoritate și vorbitori de alte limbi.